# 木村修 (実業家)
木村 修（きむら おさむ、1935年4月19日 - ）は、日本の実業家。

## 経歴
熊本県出身。1954年福岡県立修猷館高等学校を経て、1959年東京大学経済学部を卒業。
1959年トヨタ自動車工業（現・トヨタ自動車）に入社、1982年生産管理部長となる。1987年、トヨタ自動車とGMが合弁で設立した自動車製造会社であったNUMMI（New United Motor Manufacturing）副社長を経て、1990年4月同社長に就任。
1993年6月、トヨタ自動車向けの完成車の製造会社であったセントラル自動車社長に就任。